# Enea S.A.

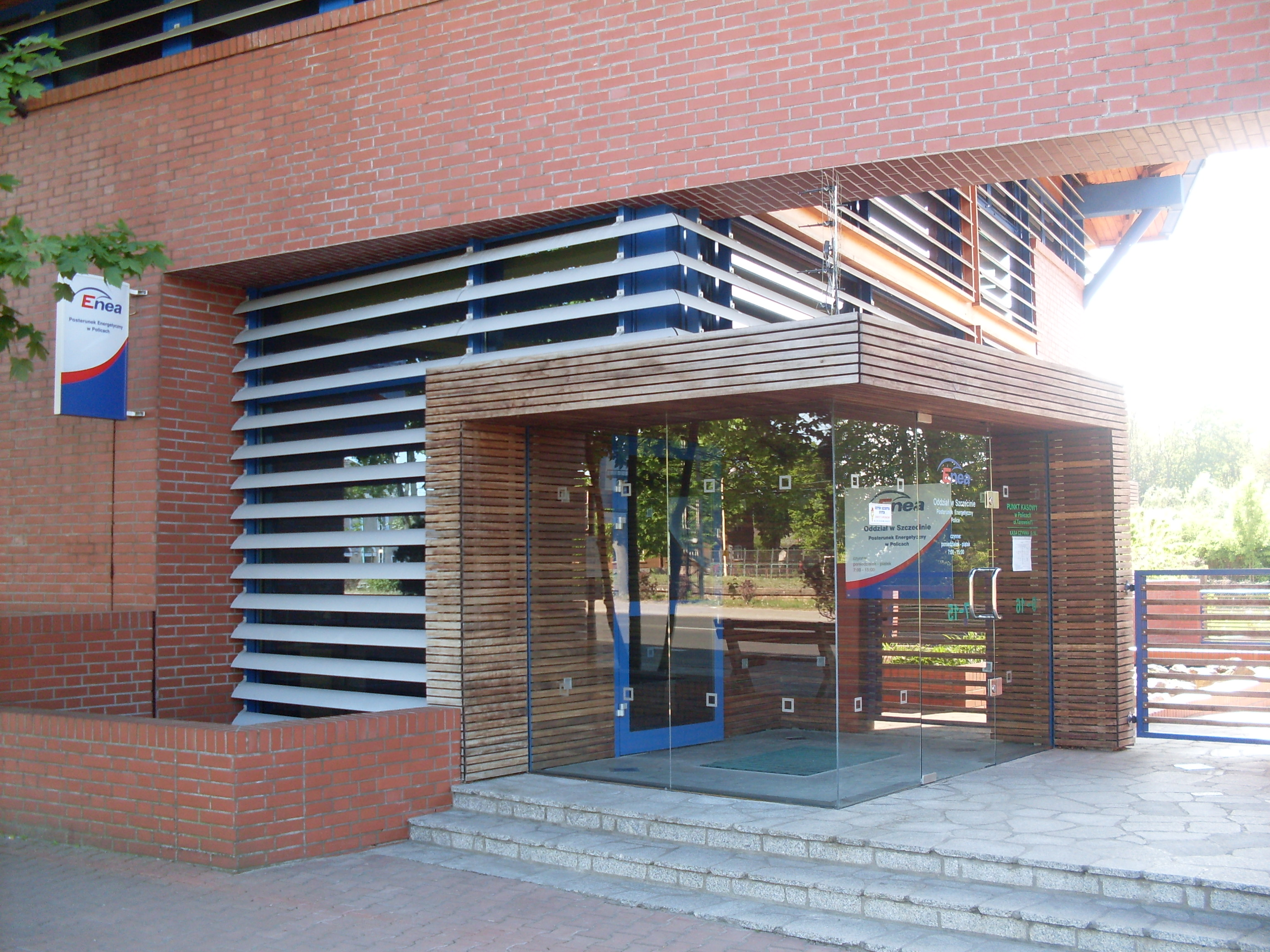
Verwaltungsgebäude der Enea in Pölitz

Die Enea S.A. (ehemals Energetyka Poznańska S.A.)  ist der drittgrößte polnische Energieversorgungskonzern (nach PGE und Tauron). Der Sitz des Unternehmens befindet sich in der großpolnischen Stadt Posen.
Das Unternehmen ist seit dem 17. November 2008 an der Warschauer Wertpapierbörse notiert und sowohl in deren Leitindex WIG30 als auch im Mittelwerteindex mWIG40 gelistet. Per Dezember 2017 betrug ihr Anteil am inländischen Stromabsatzmarkt 13 %. Die Enea Group ist der Vizeführer in der Stromerzeugung in Polen – im Jahr 2018 erzeugte sie 26,5 TWh.

## Geschichte
Die Anfänge des Unternehmens reichen bis zum Beginn des 20. Jahrhunderts zurück: Am 31. Oktober 1904 wurde in der ulica Grobla in der Posener Innenstadt das erste städtische Kraftwerk in Betrieb genommen. Die Energieerzeugung erfolgte mit drei Gasturbinen, zunächst mit einer Netzspannung von 110 V, später 220 V. In Kooperation mit den städtischen Wasserwerken erfolgte zudem auch die Energieerzeugung mit Wasserturbinen.
Nach dem Ersten Weltkrieg erreichte der Energiebedarf die Kapazitätsgrenze des Kraftwerks, sodass die Errichtung eines weiteren Kraftwerks erforderlich wurde. Der Bau erfolgte im Jahr 1929 in Garbary, einem Teil der heutigen Posener Altstadt, nachdem die Stadt das Areal vom bisherigen Eigentümer, dem Militär, übernommen hatte.
Beide Kraftwerke waren während der deutschen Besetzung in Betrieb; das Garbary-Kraftwerk musste jedoch gegen Ende des Zweiten Weltkrieges aufgrund heftiger Gefechte um das im heutigen Park Cytadela gelegene Fort Winiary für mehrere Monate vorübergehend stillgelegt werden.

### Nach dem Zweiten Weltkrieg
Die Verantwortung für den Betrieb der elektrischen Versorgungsinfrastruktur wurde nach dem Krieg vom Zakład Siły, Światła i Wody (dt. Betrieb für Kraft, Licht und Wasser) auf die Zjednoczenie Energetyczne Okręgu Poznańskiego (dt. etwa Energieunion des Bezirks Posen) übertragen; die Kraftwerke firmierten fortan unter dem Namen Zespół Elektrowni Poznań (dt. Kraftwerksgruppe Posen).
Im Januar 1951 entstand aus dem Zusammenschluss der Posener Zjednoczenie Energetyczne Okręgu Poznańskiego und der Stettiner Zjednoczenie Energetyczne Okręgu Szczecińskiego das Unternehmen Zakłady Energetyczne Okręgu Zachodniego (dt. etwa Energiebetriebe des westlichen Bezirks).
Nachdem das Kraftwerk in Garbary ausgebaut wurde und fortan den Energiebedarf der Stadt selbständig decken konnte, wurde das Grobla-Kraftwerk im Jahr 1954 außer Betrieb genommen; im Folgejahr erfolgte die Umfirmierung in Elektrownia Poznań (dt. Kraftwerk Posen). Weitere Rechtsformwechsel und organisatorische Umstrukturierungen in den Fünfziger- bis Siebzigerjahren mündeten schließlich in der Gründung des Zakład Energetyczny Poznań (dt. Posener Energiebetrieb) und des separaten Zespół Elektrowni (dt. Kraftwerksgruppe).

### Privatisierung nach der politischen Wende 1989
Im Jahr 1993 erfolgte die Abspaltung eines Teils des Unternehmens und dessen Einbringung in die Gesellschaft Polskie Sieci Energetyczne; die verbleibenden Unternehmensteile wurden unter der Firma Energetyka Poznańska - Spółka Akcyjna als Aktiengesellschaft in staatlichem Alleineigentum weitergeführt.
Um rechtlichen Anforderungen zu genügen, erfolgte im Jahr 2000 die Entflechtung der Unternehmensaktivitäten durch Gründung eigenständiger Gesellschaften für die Geschäftsfelder Energiehandel (Zakład Obrotu Energii) sowie Verteilnetzbetrieb (Zakład Dystrybucji Energii).
Im Januar 2002 beschloss der Minister für Staatsvermögen, fünf bis dahin eigenständige regionale Energieversorgungsunternehmen im Staatseigentum (Energetyka Poznańska SA, Energetyka Szczecińska SA, Zakład Energetyczy Bydgoszcz SA, Zakład Energetyczny Gorzów SA, Zielonogórske Zakłady Energetyczne SA) zu einem gemeinsamen Unternehmen mit Sitz in Posen zu fusionieren. Der so entstandene Konzern Grupa Zachodnia wurde im Folgejahr schließlich in Grupa Energetyczna ENEA S.A. umbenannt.
Im Dezember 2003 gab die polnische Regierung bekannt, dass das kurz zuvor gegründete Unternehmen privatisiert werden solle; es fand sich jedoch zunächst kein geeigneter Investor.
Im Juni 2005 genehmigte die zuständige Aufsichtsbehörde den öffentlichen Handel der Aktien des Unternehmens.
Im Jahr 2007 wurden zur Einhaltung von Forderungen der Europäischen Union zur Aufrechterhaltung des Wettbewerbs auf dem Energiemarkt alle Aktivitäten im Bereich Netzbetrieb in eine eigenständige Tochtergesellschaft namens ENEA Operator Sp. z o.o. ausgegliedert. Im gleichen Jahr wurden durch den Staat 100 % der Aktien des Kraftwerks Kozienice im Rahmen einer Kapitalerhöhung in den Konzern eingebracht.

### Börsengang
Am 17. November 2008 erfolgte der Börsengang der ENEA S.A. an der Warschauer Wertpapierbörse. Der polnische Staat blieb Mehrheitsaktionär.
Im Rahmen des Börsengangs erwarb Vattenfall AB eine Minderheitsbeteiligung von 19 Prozent.
Im Januar 2009 wurde vom polnischen Staat erneut eine Initiative zum vollständigen Verkauf gestartet, ab Juli wurde das Bieterverfahren eröffnet. Unter anderem hatte RWE ein Angebot abgegeben; Vattenfall und ČEZ, die in der Vergangenheit Interesse an der Enea S.A. geäußert hatten, jedoch nicht. Später im selben Jahr zog schließlich auch RWE sein Gebot zurück.
Im Jahr 2014 verkaufte Vattenfall seine gesamte Beteiligung an ENEA.
Die Aktie des Unternehmens ist im Index WIG30 der Warschauer Wertpapierbörse seit dessen Auflegung enthalten. Zwischen März 2015 und März 2017 gehörte die Aktie zudem auch zum WIG 20-Index.

## Geschäftsfelder
Die Aktivitäten des Konzerns gliedern sich in fünf wesentliche Geschäftsfelder:10f:
- Stromerzeugung und Erzeugung von Heizenergie
- Stromhandel
- Betrieb eines elektrischen Verteilnetzes
- Betrieb eines Verteilnetzes für Fernwärme
- Steinkohlenbergbau und Kohleaufbereitung (Lubelski Węgiel Bogdanka)

## Aktionärsstruktur
Das Grundkapital der Gesellschaft beträgt 441.442.578 Złoty (105,7 Mio. Euro) und verteilt sich auf
441.442.578 Aktien der Serien A bis C zum Nennwert von je 1,00 Złoty.:69
| Aktionär         | Anzahl gehaltener Aktien | Anteil am Grundkapital | Stimmrechtsanteil |
| ---------------- | ------------------------ | ---------------------- | ----------------- |
| Polnischer Staat | 227.364.428              | 51,5 %                 | 51,5 %            |
| Streubesitz      | 214.078.150              | 48,5 %                 | 48,5 %            |

## Energiemix
Nach eigenen Angaben setzt sich der Energiemix des Unternehmens wie folgt zusammen (Stand: 2019):
| Primärenergieträger | Anteil an der Gesamtproduktion 2019 |
| ------------------- | ----------------------------------- |
| Biomasse            | 6,70 %                              |
| Wasserkraft         | 1,20 %                              |
| Windenergie         | 7,88 %                              |
| Steinkohle          | 59,88 %                             |
| Braunkohle          | 16,97 %                             |
| Erdgas              | 4,73 %                              |
| Sonstige            | 2,64 %                              |